# Fallah Mohammed
Fallah Mohammed (* 3. Juli 1987 in Kuwait) ist ein ehemaliger kuwaitischer Squashspieler.

## Karriere
Fallah Mohammed spielte von 2009 bis 2014 auf der PSA World Tour. Seine höchste Platzierung in der Weltrangliste erreichte er mit Rang 174 im Juni 2012. Mit der kuwaitischen Nationalmannschaft gewann er bei den Asienspielen 2014 die Bronzemedaille und wurde mit ihr 2022 Vizeasienmeister.

## Erfolge
- Vizeasienmeister mit der Mannschaft: 2022
- Asienspiele: 1 × Bronze (Mannschaft 2014)